# Louis Bullard
Louis Eugene Bullard (Hernando, 6 maggio 1956 – Franklin, 18 aprile 2010) è stato un giocatore di football americano statunitense che ha militato nel ruolo di offensive tackle nella National Football League (NFL) e nella United States Football League (USFL).

## Carriera
Bullard fu scelto dai Seattle Seahawks nel corso del quinto giro (119º assoluto) del Draft NFL 1978. Vi giocò per tre stagioni e un totale di 35 partite fino al 1980. Nel 1983 firmò con i Boston Breakers della USFL con cui chiuse la carriera, seguendo la squadra nei suoi trasferimenti prima a New Orleans e poi a Portland. Morì di cancro il 18 aprile 2010.